# 854
854 (DCCCLIV) fue un año común comenzado en lunes del calendario juliano, en vigor en aquella fecha.

## Acontecimientos
- Encuentro en Attigny entre Carlos el Calvo, Luis el Germánico y Lotario I.
- Horik II sucede a Horik I como rey de Dinamarca.
- Cyngen del reino de Powys hace el primer peregrinaje a Roma como gobernante de Gales.
- El jefe vikingo Ubba se estaciona en Milford Haven con 23 barcos.
- Primer registro escrito de Novgorod.
- Jayavarman III sucede a Jayavarman II como emperador jemer.
- Traslado de la capital del Reino de Asturias, que era Oviedo, a un lugar más próximo a a la frontera, León.

## Nacimientos
- Cui Yin, oficial de la dinastía Tang.
- Al-Razi, sabio persa.

## Fallecimientos
- Æthelweard de Estanglia.
- Radelgardo, príncipe de Benevento.
- Horik I de Dinamarca.
- Sahnun, jurista malikí de Kairuán (u 855).
- Túathal mac Máele-Brigte, rey de Leinster.
- Wang Yuankui, oficial de la dinastía Tang.